# Codex Bobbiensis
Codex Bobbiensis er et af de Vetus Latina bibelmanuskripter, der blev benyttet fra det 2. århundrede til Hieronymus' latinske oversættelse, Vulgata, kom i det 5. århundrede. Skriftet indeholder brudstykker af Markusevangeliet og Mattæusevangeliet.
Illustrationen viser sidste side i Markusevangeliet.
Det er en afskrift udført i Nordafrika og dateret til det 4. århundrede (muligvis 5. århundrede). Senere kom det til det irske i kloster i Bobbio i det nordlige Italien. I dag er det i det nationale bibliotek i Torino.
Ved at sammenholde Codex Bobbiensis med Cyprianus' forfatterskab fra det 3. århundrede mener forskere, at Codex Bobbiensis kan være en afskrift af den Bibel, Cyprianus benyttede, mens han var biskop i Karthago. Det giver det høj religionshistorisk status blandt de oldkirkelige skrifter.
Palæografiske studier af manuskriptet antyder, at det kan være en kopi af et papyrusskrift fra det 2. århundrede. Codex Bobbiensis er interessant, da det som det eneste kendte skrift har Markusevangeliet med tilføjelsen af kapitel 16:9, men uden tilføjelsen til kapitel 16:20.
Codex Bobbiensis har givet anledning til spekulationer om, hvorvidt Markusevangeliet blev skrevet på latin og ikke på græsk. Det er et af de ældste bevarede eksempler på Markusevangeliet, og da Markus menes at have rejst i Afrika efter at have skrevet sit evangelium, kan det formodes, at det skrift, Codex Bobbiensis er kopieret efter, ligger tættere på Markus' originalmanuskript end de kendte græske kopier.